# Cénotaphe de Dante Alighieri

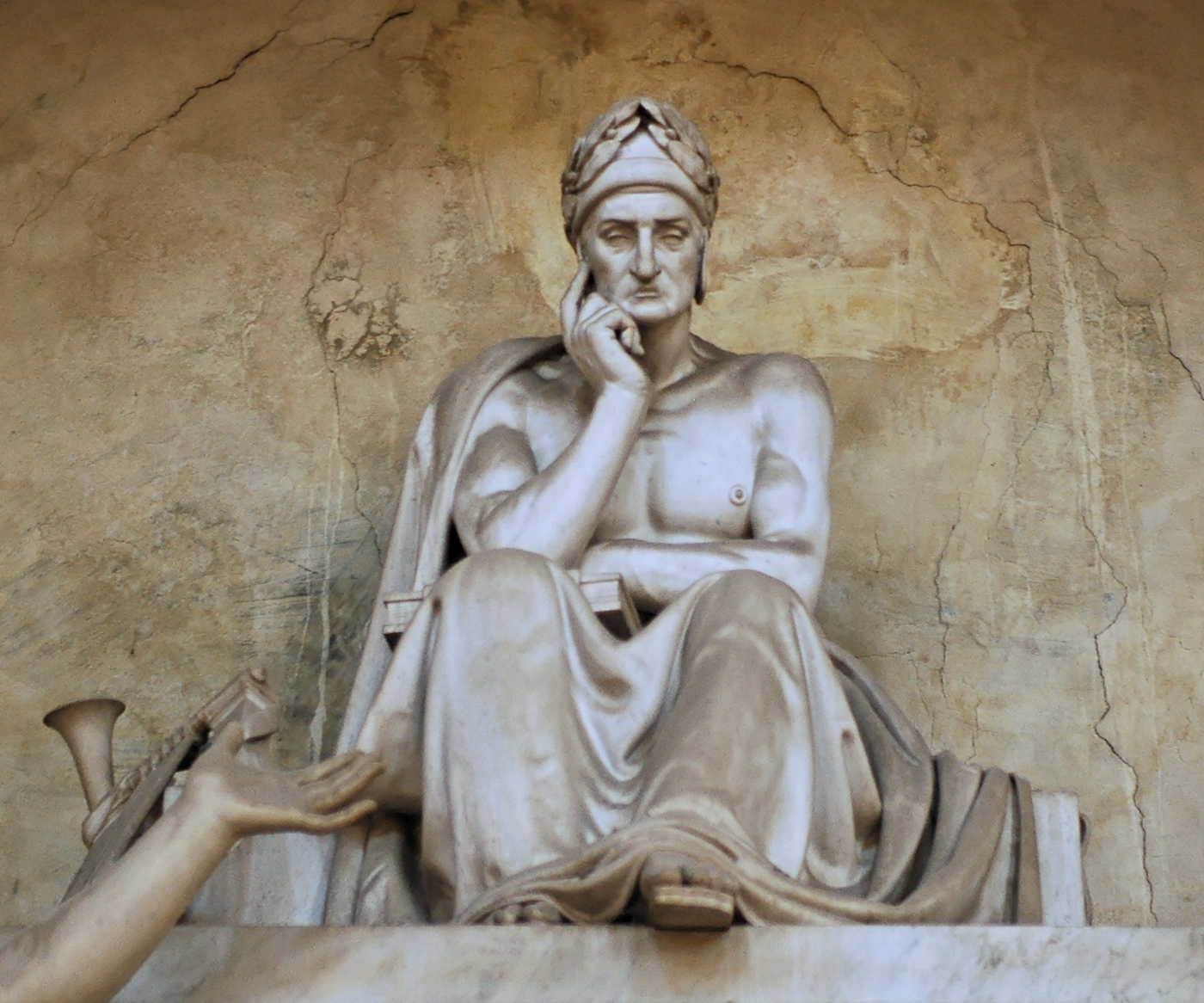
Dante pensif par Stefano Ricci.

Le cénotaphe de Dante Alighieri est un monument funéraire dédié à sa mémoire ; il est  situé sur le côté droit  de la nef de la basilique Santa Croce de Florence, entre la deuxième et la troisième travée,  près d'autres monuments funéraires dédiés aux grands hommes toscans (Michel-Ange, Galilée, Machiavel...).
Initialement prévu comme tombeau pour accueillir ses ossements, il devint un simple cénotaphe, Ravenne qui avait accueilli le poète après son exil de Florence n'ayant jamais accepté que ses restes reviennent dans la ville toscane, qui offre, malgré tout, l'huile pour la lampe du tombeau à Ravenne, chaque année.

## Histoire
Malgré plusieurs projets pour ce monument (entre autres celui de Pietro Lombardo), il faut attendre le XIXe siècle pour que le projet aboutisse à l'occasion de l'approche du sixième centenaire de l'anniversaire de sa naissance.
On  doit  le monument final de 1802 à Luigi de Cambray Digny (1778-1843) et les sculptures, datant de 1830, à  Stefano Ricci (1765-1837).

## Description
Dante est représenté assis, en haut du monument, pensif, le torse nu enveloppé d'une cape, la tête couverte et couronnée de lauriers ; plus bas sur le côté droit d'un sarcophage (qui ne contient pas ses ossements restés à Ravenne), la figure allégorique de la Poésie effondrée, pleure sur sa disparition, un livre ouvert, une couronne à la main. Une autre figure symbolique, celle de l'Italie, se tient sur la côté gauche, représentée selon les stylèmes classiques de l'Italia turrita e stellata (l'Italie aux tours et aux étoiles) : une coiffure en forme de ville fortifiée et une étoile au-dessus de son casque. L'Italie tient la hampe d'un étendard, et les deux symboles patriotiques soulignent l'intention des villes italiennes pour le monument (dédicace du piédestal).
Les piédestaux des deux allégories portent, sous des couronnes de lauriers en bronze,  mentions des dates et des associations promotrices du monument (l'association nationale des villes italiennes à gauche, l'association Studium Dantis à droite).
Sous la statue de Dante, posée sur un grand piédestal, figure l'inscription en lettres dorées :
  ONORATE L'ALTISSIMO POETA 
Sur le panneau avant de marbre veiné figure une dédicace :

  DANTI ALIGHERIO 
TUSCI 
 HONORARIUM - TVMVLVM 
A MAIORIBVS-TER-FRVSTRA-DECRETVM
ANNO-M-DCCC-XXIX.
FELICITER-EXCITARVNT